# Robert Lawrence
Robert Lawrence (ur. ?, zm. 4 maja 1535 w Tyburn) – angielski kartuz (OCart.), męczennik i święty Kościoła katolickiego, ofiara prześladowań antykatolickich w Anglii i Walii okresu reformacji. Towarzyszami męczeństwa wymienianymi razem z Robertem Lawrence'em są Jan Houghton, Ryszard Reynolds i Augustyn Webster.
Robert Lawrence był przeorem klasztoru kartuzów z Beauvale. Wraz z przeorem kartuzji londyńskiej Janem Houghtonem, oraz przeorem zakonu św. Brygidy Ryszardem Reynoldsem brał udział w misji, powziętej po ogłoszeniu Aktu Supremacji, do wikariusza generalnego Kościoła anglikańskiego Thomasa Cromwella, która miała przynieść złagodzenie treści zobowiązania supremacyjnego. Cromwell kazał ich wtrącić do Tower. Nie poddali się naciskom i odmawiali zmiany stanowiska w sprawie ogłoszonego dokumentu, za co zostali postawieni przed sądem. Proces zakończył się wyrokiem skazującym ich za zdradę stanu na karę śmierci. Wyrok został wykonany przez powieszenie, otwarcie wnętrzności i poćwiartowanie. Wszyscy zostali straceni za odmowę uznania króla, Henryka VIII, najwyższym zwierzchnikiem Kościoła. Byli pierwszymi ofiarami uchwalonego przez parlament Aktu Supremacji króla nad Kościołem w Anglii.
Beatyfikowany przez papieża Leona XIII 9 grudnia 1886 roku, a kanonizowany w grupie Czterdziestu męczenników Anglii i Walii przez Pawła VI 25 października 1970 roku.
Jego wspomnienie liturgiczne obchodzone jest w dzienną rocznicę śmierci, a także w grupie czterdziestu męczenników 25 października.